# Aurelio González Puente
Aurelio González Puente (ur. 27 lipca 1944) – hiszpański kolarz szosowy. Aurelio rozpoczął swoją profesjonalną karierę w 1964 roku. Jego największym osiągnięciem było zdobycie słynnej białej koszulki w czerwone grochy za zwycięstwo w klasyfikacji górskiej Tour de France w 1968 roku. Oprócz tego Aurelio zaliczył występy oraz zwycięstwa w takich wyścigach jak Giro d'Italia (wygranie klasyfikacji górskiej w 1957 roku) oraz Critérium du Dauphiné Libéré.
Przez całą swoją profesjonalną karierę Aurelio był związany z ekipą KAS.

## Sukcesy
- Zwycięstwo w klasyfikacji górskiej Giro d'Italia 1957
- Giro d'Italia 1957
- Zwycięstwo w klasyfikacji górskiej Tour de France 1968
- wygranie 6 etapu Tour de France 1968